# Utetes beckeri
Utetes beckeri är en stekelart som först beskrevs av Fischer 1957.  Utetes beckeri ingår i släktet Utetes och familjen bracksteklar. Inga underarter finns listade i Catalogue of Life.